# Tingena griseata
Tingena griseata är en fjärilsart som först beskrevs av Butler 1877.  Tingena griseata ingår i släktet Tingena och familjen praktmalar. Inga underarter finns listade i Catalogue of Life.